# Zamek w Stożku
Zamek w Stożku – twierdza graniczna zbudowana w XIII w. w Stożku.

## Historia
Prawdopodobnie w 1261 r., podobnie jak wiele innych dawnych posterunków, była to silna twierdza graniczna, chroniona przez fosy, wały i  drewniane umocnienia. Zgodnie z warunkami umowy zawartej pomiędzy księciem Danielem Halickim a wodzem mongolskim Burundajem, gubernatorem  ziem zachodnich Złotej Ordy, który zażądał zniesienia umocnień grodów i zrównania z ziemią okopów, fortyfikacje zamku w Stożku zostały zniszczone.
W 1288 r. Stożek pełnił rolę rezydencji Mścisława Daniłowicza (1289-1305), księcia łuckiego. W XIV w. przez krótki czas był rezydencją króla Polski Kazimierza Wielkiego. W 1366 r. Stożek stał się własnością Lubarta, księcia łuckiego. W 1392 r. Stożek znalazł się pod władzą księcia Świdrygiełły. W 1545 r.  właścicielem miasta był ks. Wasyl Czetwertyński.
Pod koniec XVI w. twierdza została zniszczona podczas ataku wojsk tatarskich. Obecnie po fortyfikacjach nie pozostały żadne ślady.